# عصام السرطاوي
عصام صلاح السرطاوي (1935- 1983/4/10) قائد فلسطيني ولد في مدينة عكا، وكان مستشاراً للشؤون الخارجية لرئيس منظمة التحرير الفلسطينية الرئيس ياسر عرفات وممثل منظمة التحرير الفلسطينية في العاصمة البرتغالية لشبونة وعضو اللجنة المركزية لحركة فتح.

## حياته وانجازاته
ولد الدكتور عصام سرطاوي في مدينة عكا عام 1935، وتعود أصوله إلى عائلة من قرية سرطة شمال غرب محافظة سلفيت، التجأت اسرته إلى بغداد وانتسب إلى كلية الطب في جامعتها. انخرط في صفوف حركة القوميين العرب حتى أواخر الخمسينات. شارك في انتفاضة الموصل عام 1959 ضد الرئيس عبد الكريم قاسم مما ادى إلى اعتقاله لفترة تجاوزت السنة. اتم دراسة الطب في بغداد وتوجه إلى الولايات المتحدة للتخصص في جراحة القلب. وحينما اندلعت حرب 1967 ، توجه إلى القاهرة مندوباً عن اللجنة العربية الأمريكية لاخبار المسؤولين المصريين عن استعداد ورغبة شباب عرب في أمريكا للتطوع للقتال. لكن الحرب كانت قد انتهت والهزيمة تمت.
انشأ «الهيئة العاملة لدعم الثورة الفلسطينية». ثم انضم إلى الخدمات الطبية في حركة فتح. وطور تنظيمه ليصبح فصيلاً قائماً بذاته أطلق عليه «الهيئة العاملة لتحرير فلسطين». أعلن في الدورة التاسعة للمجلس الوطني الفلسطيني عن حل تنظيمه وانضمامه إلى حركة فتح. واصبح مستشاراً للشؤون الخارجية لرئيس منظمة التحرير الفلسطينية. وبقي عضواً في المجلس الوطني الفلسطيني وفي المجلس الثوري لحركة فتح. تولى مسؤولية الاتصال بشخصيات إسرائيلية تجمع بين «ولائها للفكرة الصهيونية واعترافها بحق الشعب الفلسطيني في تقرير مصيره» وقد اجرى اللقاء الأول في باريس عام 1976 .

## الاغتيال
اغتيل في البرتغال حيث كان يتابع دوره للعالمية الاشتراكية "، وقد اعلنت (مجموعة أبو نضال) مسؤوليتها عن جريمة.